# Hypsoides unicolor
Hypsoides unicolor is een processievlinder uit de familie van de tandvlinders (Notodontidae). De wetenschappelijke naam van de soort is voor het eerst geldig gepubliceerd door Oberthür.